# Фортескью, Дензил, 6-й граф Фортескью
Дензил Джордж Фортескью, 6-й граф Фортескью (англ. Denzil George Fortescue, 6th Earl Fortescue; 13 июня 1893 — 1 июня 1977) — британский пэр и фермер, участник Первой и Второй мировых войн.

## Молодость
Родился 13 июня 1893 года. Младший (третий) сын Хью Фортескью, 4-го графа Фортескью (1854—1932), и достопочтенной Эмили Ормсби-Гор (1860—1929), дочери Уильяма Ормсби-Гора, 2-го барона Харлека. Он вырос в семейном поместье в Касл-Хилл (графство Девон). Он получил образование в Итонском колледже и Новом колледже Оксфорда. Он получил Военный крест в 1919 году.

## Карьера
Он вступил в Королевский Северо-Девонский йоменский полк и в 1915 году был отправлен в Галлиполи. Заболев дизентерией, он вернулся домой. Он вернулся в войну в 1916 году во Франции, где участвовал в битве на Сомме. За четыре недели он провел шесть боев.
Дензил Фортескью был командиром Королевского Девонского йоменского полка в 1935—1941 годах и 1-го тяжелого полка Королевской артиллерии в 1942—1944 годах.
14 июня 1958 года после смерти своего старшего брата Хью Фортескью, 5-го графа Фортескью (1888—1958), чей единственный сын Хью, виконт Эбрингтон, был убит в Эль-Аламейне в 1942 году, Дензил Фортескью унаследовал титул 6-го графа Фортескью, 6-го виконта Эбрингтона, Глостершир, и 8-го барона Фортескью из Касл-Хилла (графство Девон)  Он был «постоянным участником и время от времени выступающим в Палате лордов».
Он жил в семейном поместье Эбрингтон-Манор, где занимался фермерством и выращивал фрукты.

## Браки и дети
Лорд Фортескью был дважды женат. 10 июня 1920 года он женился первым браком на Марджори Эллинор Троттер (? — 9 июля 1964), дочери полковника Чарльза Уильяма Троттера и достопочтенной Эллинор Гамильтон, внучке Джона Гамильтона, 1-го барона Гамильтона из Далзелла. В 1941 году они развелись. Дети от первого брака:
- Ричард Арчибальд Фортескью, 7-й граф Фортескью (14 апреля 1922 — 7 марта 1993). В 1949 году он женился первым браком на Пенелопе Хендерсон. У них двое детей, пять внуков и один правнук. В 1961 году он вторично женился на Маргарет Стрэттон, и они развелись в 1987 году. У них две дочери и два внука. В 1989 году он в третий раз женился на Кэролин Хилл.
  - Чарльз Хью Ричард Фортескью, 8-й граф Фортескью (род. 10 мая 1951), в 1974 году женился на Джулии Соури. У них три дочери и один внук.
- Достопочтенный Мартин Фортескью (5 января 1924 — 15 мая 2005), в 1954 году женился на Пруденс Роули. У них четверо детей и восемь внуков. В 1994 году он повторно женился на Кэролайн Лофте.
- Леди Бриджит Эллинор Фортескью (род. 17 октября 1927), она вышла замуж в 1952 году за коммандера Гордона Синклера. У них четверо детей и одиннадцать внуков.

8 августа 1941 года лорд Фортескью вторично женился на достопочтенной Сибил Хардиндж (4 декабря 1898—1985), дочери Генри Хардинджа, 3-го виконта Хардинджа (1857—1924). Ранее в 1941 году она развелась со своим первым мужем Хью Дугласом-Пеннантом, 4-м бароном Пенрином. У них родился один сын:
- Достопочтенный Сеймур Генри Фортескью (род. 28 мая 1942), в 1966 году женился на Джулии Пилчер (дочери сэра Джона Артура Пилчера), но в 1990 году они развелись. У них двое детей и шестеро внуков. В 1990 году он вторично женился на Дженнифер Саймон. У них есть дочь.

## Смерть
6-й граф Фортескью скончался 1 июня 1977 года. В его честь в церкви Святого Эдбурга в Эбрингтоне был установлен памятник.